# Saint-Germain-des-Prés, Loiret

Saint-Germain-des-Prés este o comună în departamentul Loiret din centrul Franței. În 1 ianuarie 2022 avea o populație de 1.864 de locuitori.